# Chiesa di Santa Teresa del Bambin Gesù (Verona)
La chiesa di Santa Teresa del Bambin Gesù è un luogo di culto cattolico che sorge nel quartiere di Borgo Roma a Verona; si tratta di una chiesa parrocchiale facente parte del vicariato di Verona Sud nell'omonima diocesi, affidata ai carmelitani scalzi. Il 26 aprile 1938 fu elevata alla dignità di basilica minore, mentre nel 1967 il vescovo di Verona Giuseppe Carraro costituì la Basilica-Santuario teresiano.

## Storia
La chiesa, inizialmente dedicata alla Sacra Famiglia, venne realizzata per la maggior parte delle opere tra il 1901 e il 1904, per cui già il 15 gennaio 1905 il vescovo di Verona Bartolomeo Bacilieri inaugurò l'edificio. Nel 1925 ci furono ulteriori lavori che portarono all'installazione di marmi, mosaici, sculture e pitture degli artisti Francesco Perotti e Ferruccio Martinelli. Più lunghi furono invece i lavori di edificazione di otto cappelle laterali, che si protrassero dal 1921 al 1964: su un lato furono posizionati il battistero e gli altari del Sacro Cuore, della Madonna del Carmine e del Crocifisso, mentre sul lato opposto vennero eretti gli altari di Sant'Antonio, di Santa Teresa, dei Santi Teresa e Giovanni e del Bambino di Praga. Inoltre negli stessi anni Piero Bargellini raffigurò Il trionfo del Carmelo in un'imponente opera pittorica che interessò la controfacciata della chiesa, inaugurata il 20 settembre 1931. Al secondo dopoguerra risalgono invece la costruzione del campanile (1955) e il completamento della facciata, che venne rivestita in mattoni di laterizio facciavista (1968).

## Descrizione

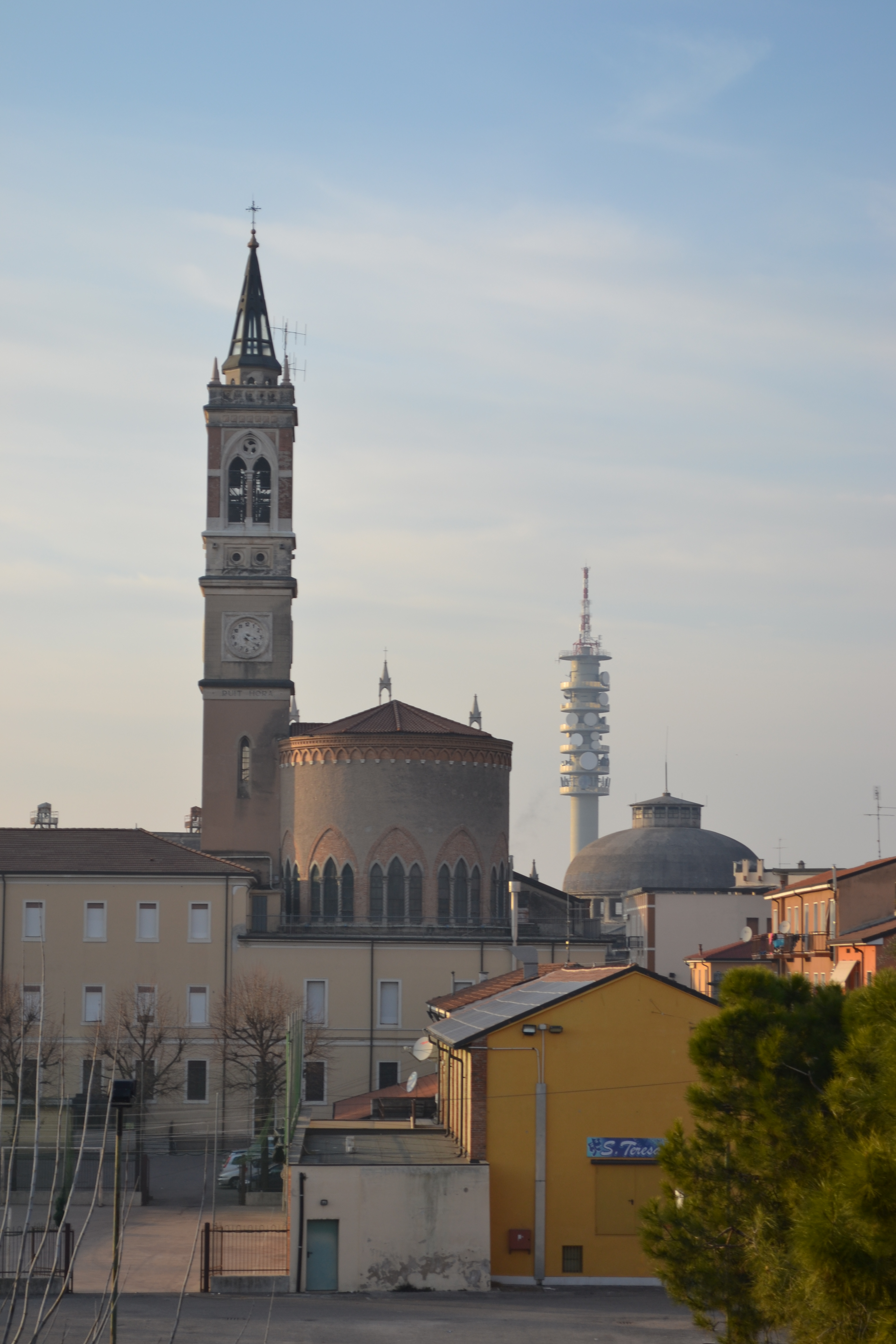
Veduta da ovest dell'abside e del campanile

Il tempio neogotico è caratterizzato da una facciata a salienti a cui si accede tramite uno spazioso sagrato; essa è completamente rivestita in mattoni di laterizio ed è orientata verso nord-ovest. Al centro del prospetto si apre un grande portale strombato d'ingresso, concluso ad arco acuto, sormontato da una altrettanto ampia trifora che insieme alle due monofore poste ai lati del portale illumina lo spazio interno. A coronare l'edificio una cornice ad archetti pensili e cinque pinnacoli ad aumentare lo slancio verticale della facciata. Ancora più slanciato è il campanile, situato lungo il fianco meridionale dell'edificio chiesastico: a base quadrata, con lungo fusto, cella campanaria in cui si aprono grandi bifore e conclusa da una copertura a cuspide in metallo e vetro. Sempre sul lato meridionale, inoltre, si sviluppa il complesso conventuale con chiostro.
La pianta della chiesa è ad aula a navata unica, con presbiterio di dimensioni ridotte e rialzato di due gradini rispetto al resto dello spazio interno, concluso inoltre con un coro semicircolare, oltre il quale si trova la sagrestia. Come anticipato lungo l'aula si trovano otto cappelle: sul lato sinistro si trovano il battistero e gli altari del Sacro Cuore, della Madonna del Carmine e del Crocifisso; sul lato destro gli altari di Sant'Antonio, di Santa Teresa, dei Santi Teresa e Giovanni e del Bambino di Praga. Ai lati del presbiterio, invece, si trovano due ambiente su cui si sovrappone una tribuna con loggia. Lo spazio interno si contraddistingue, come campanile e facciata, da una slanciata verticalità e da forme neogotiche, con una luce soffusa che entra nell'aula attraverso monofore, bifore e trifore poste in alto sulla pareti. I prospetti interni, scanditi da snelle lesene, sono decorati da marmi policromi, pitture, mosaici, sculture e vetrate artistiche; particolarmente lodevole è la decorazione della controfacciata, completamente coinvolta nel grande affresco Apoteosi del Carmelo opera del pittore fiorentino Piero Bargellini.
L'aula è coperto da una volta a botte a profilo acuto, con unghie laterali e costolonature trasversali, mentre il presbiterio è coperto da una volta a crociera con costoloni diagonali, con ogni vela decorata da affreschi raffiguranti gli evangelisti. Il coro è invece coperto da un catino con cinque vele con nervature convergenti verso la sommità. Tutte queste coperture sono realizzate in incannucciato collegato a centine in legno, con una finitura in intonaco dipinto da cornici policrome e raffigurazioni di santi.